# Frechilla
Frechilla – gmina w Hiszpanii, w prowincji Palencia, w Kastylii i León, o powierzchni 34,33 km². W 2011 roku gmina liczyła 195 mieszkańców.